# معتمدية دوز الشمالية
معتمدية دوز الشمالية إحدى معتمديات الجمهورية التونسية، تابعة لولاية قبلي. أحدثت عام 2003 بعد تقسيم معتمدية دوز إلى معتمديتين.

### مواضيع ذات علاقة
- ولاية قبلي.